# Виборча Католицька Акція
Католицька виборча акція (пол. Wyborcza Akcja Katolicka), скорочено WAK, був правим виборчим комітетом, який брав участь у парламентських виборах у Польщі 1991 року. Члени комітету належали до Християнсько-демократичного та національно-консервативного Християнського національного союзу. На чолі з Вєславом Хшановським Католицька виборча акція отримала 49 місць у Сеймі та 9 місць у Сенаті під час виборів 1991 року. Комітет користувався майже підтримкою Римсько-католицької церкви та отримав відносно сильну підтримку в сільській місцевості. Після завершення виборів Християнський національний союз розпустив свою бойову Католицьку виборчу дію, засідаючи в парламенті під фактичною назвою партії.